# Aeropuerto Internacional de Győr-Pér
El Aeropuerto de Győr-Pér (en húngaro: Győr-Pér repülőtér) (OACI: LHPR) es un aeropuerto civil comercial con capacidad de efectuar vuelos internacionales. El aeropuerto está ubicado junto a la autovía 81, a unos 15 km del centro de Györ y Székesfehérvár. El acceso desde la autovía se realiza por una travesía de 400 metros. La dirección del aeropuerto está mostrada en las señales de tráfico de is Pér.
Győr-Pér Airport Development Ltd. Fue fundada en 1994 con la intención de desarrollar desde un antiguo campo militar de hierba a un aeropuerto regional internacional. El aeropuerto es operado actualmente por Győr-Pér Airport Ltd.
El tiempo de viaje depende de la densidad de tráfico, si bien son aproximadamente los siguientes:
- A Győr aproximadamente 10 min.
- A Viena aproximadamente 50-70 min.
- A Budapest aproximadamente 50-60 min.
- A Bratislava aproximadamente 40-60 min.

Existen plazas de aparcamiento libres y de pago en el aeropuerto.